# Teorie strun – Koheze
Teorie strun – Koheze (v anglickém originále String Theory – Cohesion) je román amerického spisovatele Jeffreyho Langa z roku 2005 z knižní série Star Trek: Voyager, součásti sci-fi příběhů světa Star Treku. Jedná se o první část trilogie Teorie strun, která byla vydána k 10. výročí televizního seriálu Star Trek: Vesmírná loď Voyager a která se odehrává mezi jeho čtvrtou a pátou řadou.

## Příběh
Na konci roku 2374, nedlouho po setkání s Arturisem a falešnou lodí USS Dauntless (epizoda „Strach a naděje“), objeví posádka hvězdné lodi Voyager podivný planetární systém, který by podle známých fyzikálních zákonů neměl existovat. Při zběžném zkoumání soustavy se téměř srazí s jinou lodí, jejíž posádka z druhu Monorhů, pocházejí právě z jedné z planet. Utíkají však pryč v naději, že doletí k nové planetě, neboť jejich svět umírá. Voyager jejich mohutné, avšak oproti federační technologii silně zastaralé plavidlo vezme do vleku, při pokusu o opuštění soustavy je ale monorhská loď zničena. Samotný prostor monorhské soustavy je zajímavý, nelze tu vytvořit stabilní warp pole, takže tu prakticky nefunguje warp, celý prostor a subprostor je zde složen tak podivně, jako by tím někdo zaplátovával díry ve vesmíru.
Několik přeživších Monorhů na palubě Voyageru vezme kapitán Kathryn Janewayová zpět na planetu, aby jejich vysokým představitelům vysvětlila, co se stalo, a aby nabídla pomoc. Posádka zjistí, že život na Monorze umírá kvůli neobvyklé radiaci z bílého trpaslíka, který společně se třemi dalšími planetami (pouze Monorha je obydlená) obíhá běžnou hvězdu. Monorhové žijí na planetě ve městech krytých štíty, které ale nejsou příliš účinné. Janewayová tedy vyšle na povrch v raketoplánu B'Elannu Torresovou a Sedmou z devíti, které by jim měly pomoct zvýšit jejich účinnost. Při záhadném výboji z planety ale raketoplán havaruje, Torresová a Sedmá poté naleznou v poušti komplex, kde se vědci, kteří se nepovolili oficiální doktríně, snažili o vylepšení štítů a onen výboj byl nechtěný důsledek jejich činnosti. Společně zjistí (kvůli zraněním si pomocí nanosond Sedmé dokonce vytvoří s B'Elannou malé společenstvo), že Voyager byl výbojem odhozen mezi dvě vrstvy subprostoru, do jakési subprostorové kapsy, kde je radiace z bílého trpaslíka, Modrého oka, jak jej Monorhové nazývají, ještě větší. S pomocí upravených torpéd, které vystřelí do Oka, unikne hvězdná loď zpět do normálního prostoru, trpaslík se však zhroutí do mikrosingularity.
B'Elanna se společně se Sedmou a s Kaytokem, jedním z monorhských vědců, vrátí zpět na Voyager, kde má Kaytok vidění se svým dědou, po kterém předá Klíč od Gremadie, posvátnou relikvii Monorhů, do rukou kapitána Janewayové. Zraněný nadporučík Tuvok ale z hvězdné lodi zmizí, záznamy ukážou, že z ní před dvěma hodinami odletěl bez povolení raketoplánem.
Příběh pokračuje románem Fúze.

## České vydání
V Česku byl román vydán 24. června 2008 v nakladatelství Laser-books v překladu Mirky Dřínkové (edice Star Trek, svazek 27, 320 stran, ISBN 978-80-7193-255-0).